# Halton (borough)
Le borough de Halton (en anglais : Borough of Halton) est un district d'administration locale du comté cérémoniel du Cheshire dans le nord-ouest de l'Angleterre, avec le statut de borough et administré par une autorité unitaire.

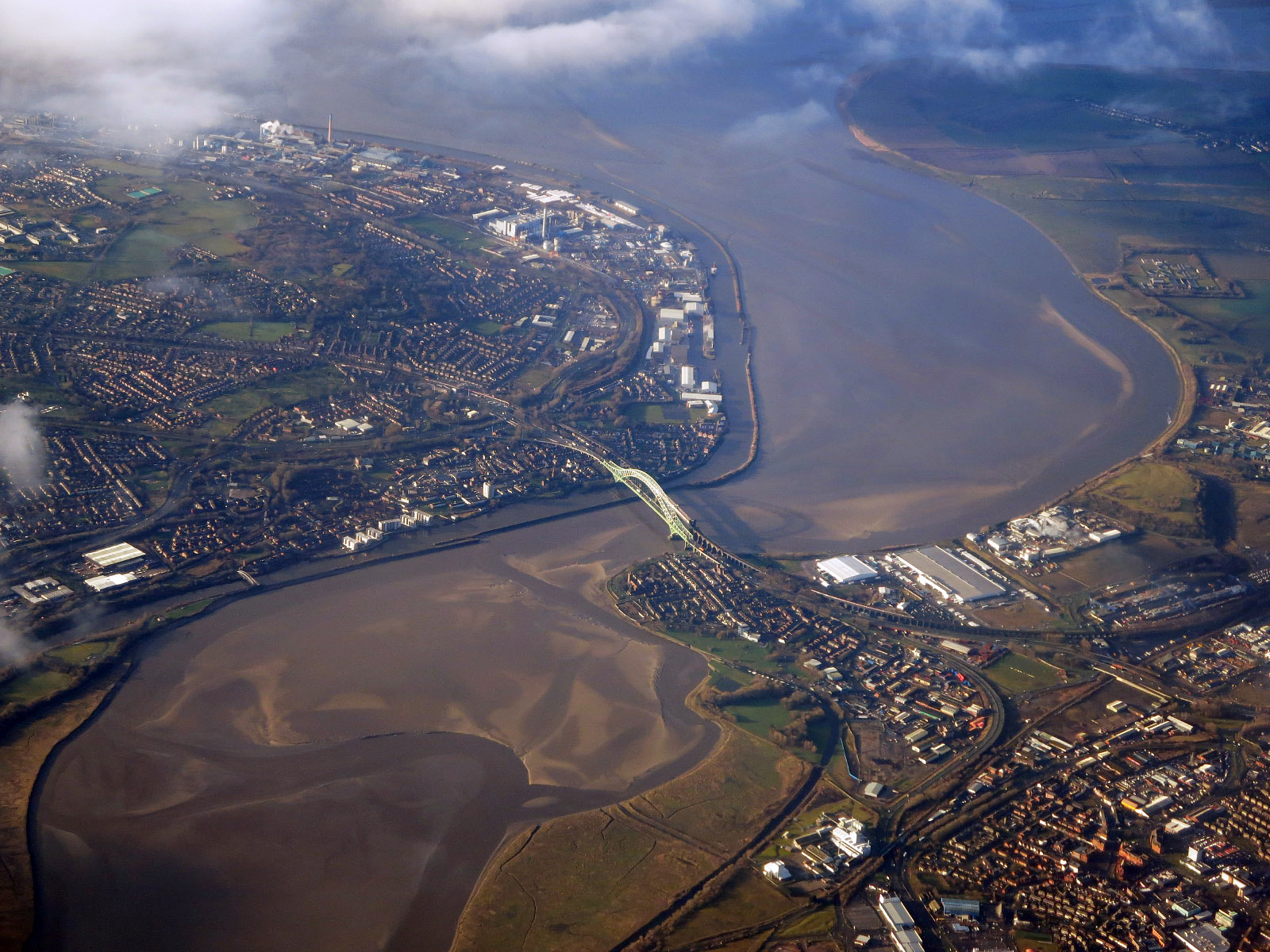
Vue aérienne du Silver Jubilee Bridge et des deux villes de Runcorn (à gauche) et Widnes (à droite)

Halton date du XIIe siècle, quand les terres bordant les deux côtés de la rivière appartenaient à la baronnie de Halton.
Depuis 2014, il fait partie de l'autorité combinée de la région urbaine de Liverpool.

## Jumelage
- Leiria (Portugal)